# Russificering
Russificering refererer dels til officielle og uofficielle politiske målsætninger i Rusland og Sovjetunionen med det formål at sprede russisk sprog og russisk kultur til minoriteter rundt om i landet. Dette afspejles blandt andet i spredning af det russiske sprog på bekostning af lokale slaviske, uralske og andre minoritetssprog.
De to hovedretninger af russificeringen er politik og kultur. Det hævdes også, at tvangforflytninger af folkegrupper til fordel for den russiske befolkningsgruppe også er en slags russificering. I politik indebærer det delvis at give russere højere embeder og bedre tjenester.
En form af russificering er at bruge det officielle kyrilliske alfabet for sprog, som oprindelig benyttede det latinske alfabet, eksempelvis tatarsk og karelsk.

## Former
Russificeringen tog forskellige former. I hovedtræk kan skelnes mellem følgende:
1. Sammenlægning af russiske og ikke-russiske områder: ofte blev de autonome områder indrettet således, at de omfattede både russiske og ikke-russiske områder. Derved kunne man give sig selv (og omverdenen) indtrykket af tilstedeværelsen af en forholdsvis stor, russisk befolkning, hvilket kunne retfærdiggøre andre tiltag.
2. Industrialisering, urbanisering og indflytning af folk fra andre (fortrinsvis russiske) områder: Ofte fik disse russisk-sprogede kolonier præg af punktvise russificeringer. Senere, da urbaniseringen af de oprindelige folkeslag vandt frem, måtte disse tilpasse sig byernes russisk-sprogede miljø. Foruden indflytningen af russere anvendtes også indflytning af andre folkeslag for derved at bryde den nationale bevidsthed blandt disse i deres hjemegn samtidig med, at der var brug for et fælles kommunikationssprog, som da altid blev russisk.
3. Oprettelsen af russisk-sprogede militære baser. Da mange finsk-ugriske folk boede i grænseområder, kunne oprettelsen af militære baser forsvares som led i sikringen af Sovjetunionens forsvar.[1]
4. Oprettelsen af fangelejre (GULAG). Også oprettelsen af straffelejre og de hertil knyttede statslige tvangsarbejder bidrog til import af fremmede folkeslag. Sådanne tiltag er velkendte fra Karelske ASSR, Mordvinske ASSR[2], Mari ASSR, Komi ASSR[3], Perm oblast[4] samt Udmurt ASSR.
5. Tvangsforflytninger af den hjemmehørende befolkning til straffelejre eller områder i Sibirien.[5]
6. Indførelse af russisk som forvaltningssprog, enten alene eller eventuelt med de nationale sprog som tilladte.
7. Indførelse af russisk sprogundervisning i skolerne. Undervisning i eget sprog skete som andet sprog. I forbindelse hermed udgjorde russisk-sprogede den altovervejende del af skolebøgerne.[6]
8. Udgivelse af litteratur, aviser og tidsskrifter med kyrilliske alfabet, ikke latinsk. Tiltag for at bevare eller genindføre latinsk skrift blev systematisk modarbejdede.[7]

Omfanget af denne virksomhed vekslede fra sted til sted og fra tid til anden. Det skete, at der blev gjort lettelser, men som regel kun for kortere periode og altid efterfulgt af nye repressioner.